# Радзивилл, Николай Чёрный
Князь Никола́й Христофо́р Радзиви́лл по прозвищу Чёрный (пол. Mikołaj Krzysztof Radziwiłł Czarny, бел. Мікалай Крыштап Радзівіл Чорны; 4 февраля 1515, Несвиж — 29 мая 1565, Вильна) — государственный деятель Великого княжества Литовского, отец Николая Сиротки. К 1557 году принял кальвинизм, оказав значительное влияние на распространение и пропаганду реформационных идей в Восточной Европе. Прозвище «Чёрный» он получил из-за цвета своей бороды, который отличал его от двоюродного брата Николая Радзивилла Рыжего, получившего своё прозвище по той же причине.

## Биография

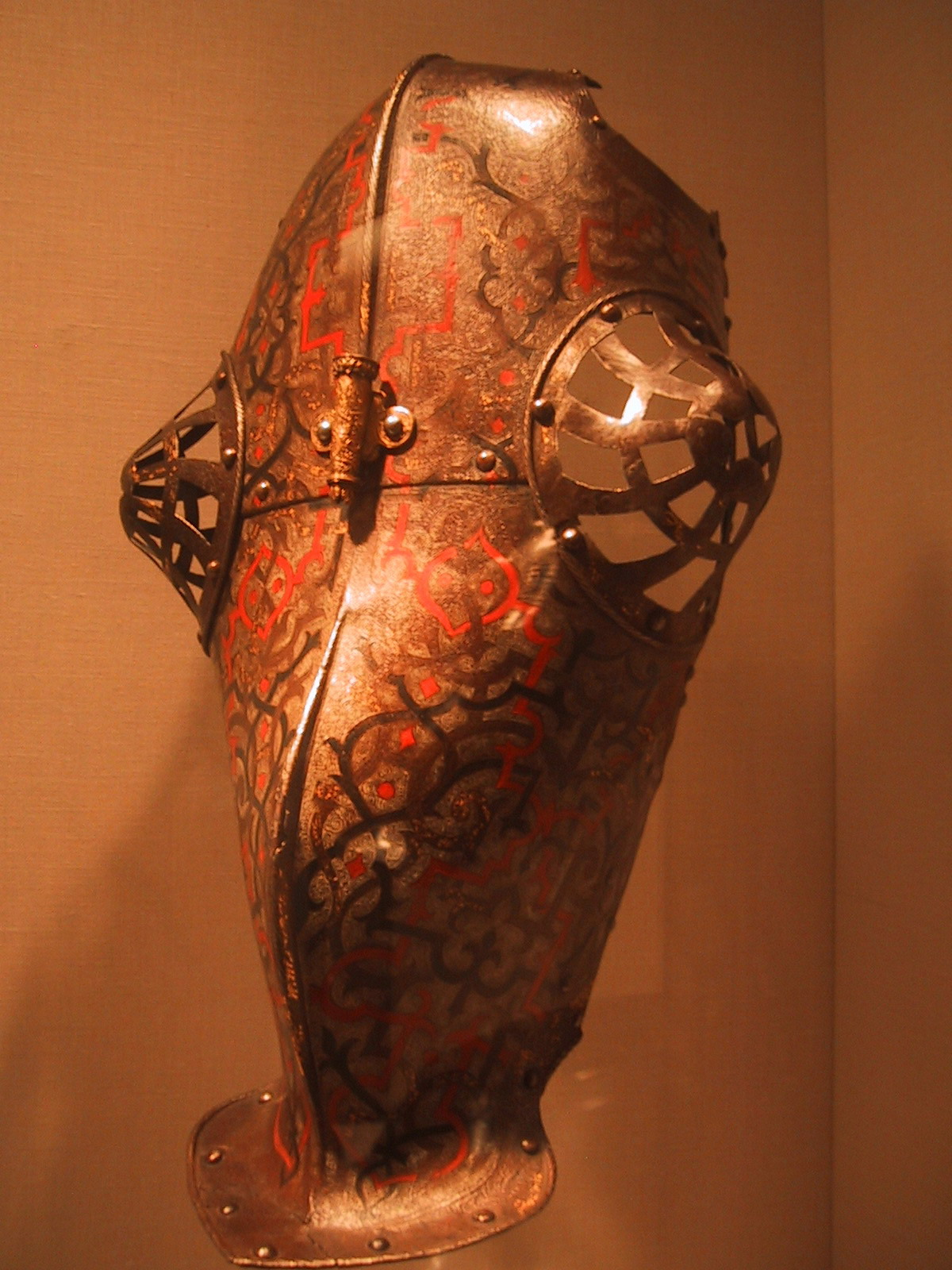
Бард Николая Радзивилла

Отец — трокский каштелян Ян Радзивилл Бородатый. Мать Анна была дочерью Станислава Кишки из Техановца. Первоначальное образование получил дома, какое-то время посещал университет в Виттенберге. Юность провёл при королевском дворе в Кракове, где сблизился с будущим великим князем литовским и королём польским Сигизмундом II Августом. Был прозван Чёрным из-за цвета своей бороды (тогда как его кузен и тёзка по той же причине стал именоваться Рыжим).
Стремительное возвышение Николая началось после того, как 1544 году Сигизмунд Старый передал власть в великом княжестве своему сыну Сигизмунду Августу. Николай получил должность маршалка земского и принимал участие в посольских миссиях. Брак монарха с его сестрой Барбарой ещё более усилил влияние Радзивилла на политические процессы. В 1547 году во время пребывания в Аугсбурге получил от императора Карла V титул имперского князя.
В 1549 году участвовал в боевых действиях против татар на Волыни. В 35 лет занял высшую должность канцлера великого литовского. Руководил литовским отрядом в битве при Чашниках, которая закончилась разгромом русских войск.
Благодаря дипломатическим усилиям князя Радзивилла была осуществлена инкорпорация Ливонии в состав Речи Посполитой после ликвидации Ливонского ордена. Он отстаивал самостоятельность великого княжества от Кракова и противился заключению окончательной польско-литовской унии, для чего втайне от короля поддерживал политические контакты с Габсбургами.
Вместе с Николаем Рыжим одним из первых среди магнатов порвал связи как с католичеством, так и с православием. Поначалу интересовался лютеранством, затем вступил в переписку с Кальвином. В 1557 г. основал в Вильне первую на литовских и белорусских землях протестантскую церковь, а ещё через три года отдал кальвинистам все храмы в своих обширных имениях (от Несвижа до Шидловца).
К концу жизни был отстранён от влияния на государственные дела. Страдая от подагры, мазал ноги ртутью. Похоронен был первоначально в Вильне. В 1647 году останки были перенесены в кальвинистскую кирху при родовом замке в Дубинках (ныне Дубингяй).
Меценатство
Под его покровительством и в его владениях действовали типографии в Бресте и в Несвиже, в которых при участии Симона Будного, Мацея Кавячинского и других просветителей печаталась не только религиозная и полемическая, но и светская литература. На его средства в 1563 году была издана «Брестская Библия»,  второй (после католической Библии Леополиты) полный перевод Священного Писания на польском языке.

## Семья
В феврале 1548 году в Сандомире женился на Эльжбете Шидловецкой (1533—1562), наследнице огромного состояния своего отца, великого канцлера коронного и воеводы краковского Кшиштофа Шидловецкого (1467—1532), включая город Шидловец.
Дети:
- Николай Христофор «Сиротка» (1549—1616) — 1-й ординат Несвижский (1586—1616), воевода трокский и виленский
- Эльжбета (1550—1591), жена воеводы подольского и великого гетмана коронного Николая Мелецкого
- София Агнешка (ум. после 1597), жена воеводы поморского Ахация Чемы.
- Анна Магдалена (1553—1590), жена подкомория каменецкого Николая Творовского-Бучацкого
- Юрий (1556—1600) — епископ виленский и краковский, кардинал (1584)
- Альбрехт (1558—1592) — 1-й ординат Клецкий (1586—1592), надворный маршалок литовский и великий маршалок литовский
- Станислав (1559—1599) — 1-й ординат Олыцкий (1586—1599), великий маршалок литовский и генеральный староста жемайтский
- Кристина (1560—1580), жена великого канцлера коронного и великого гетмана коронного Яна Замойского

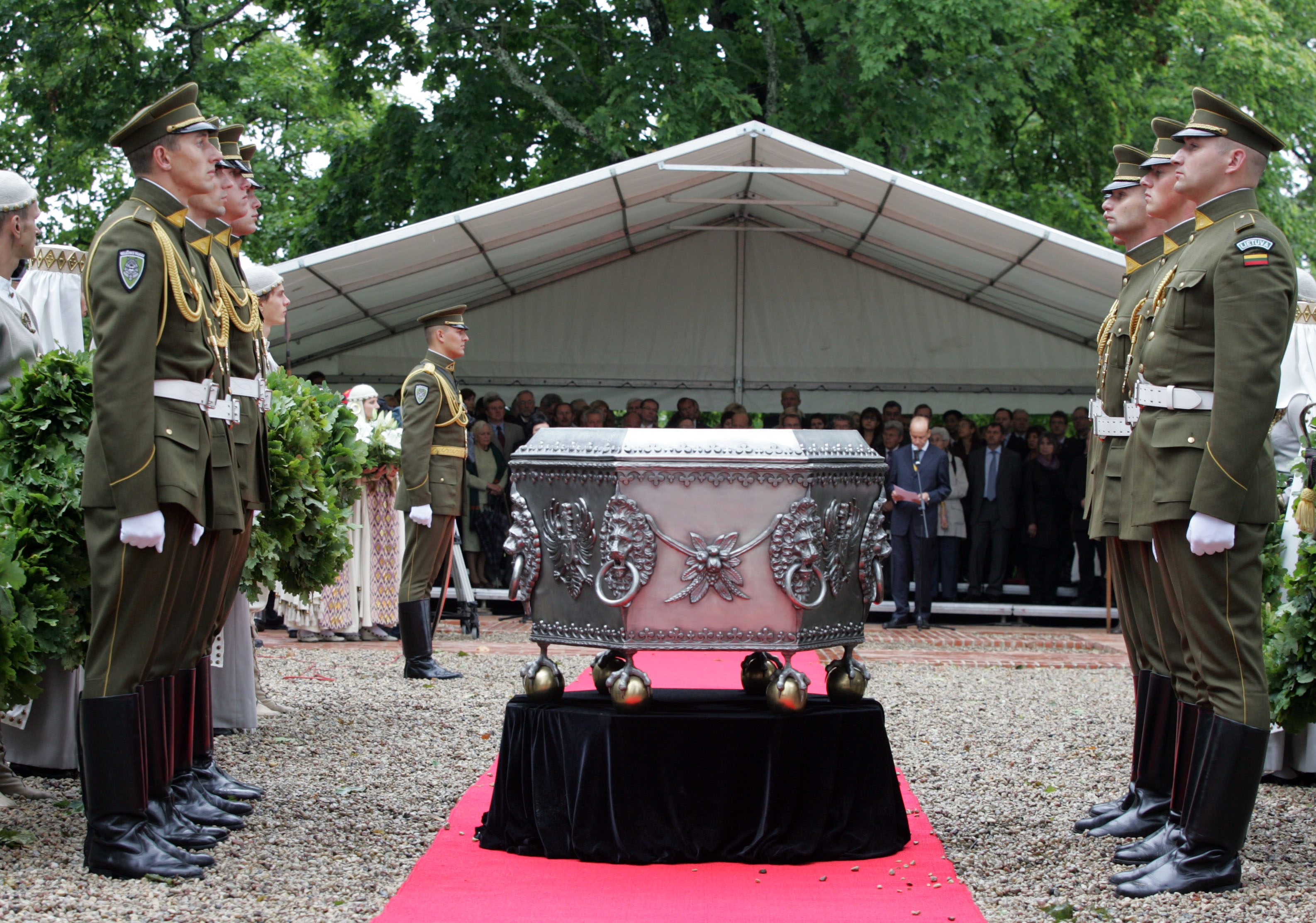
Перезахоронение останков Николая Чёрного в Дубингае (сентябрь 2009 г.)

## Память
- В 1996 году была выпущена почтовая марка Республики Беларусь, посвященная Радзивиллу.
- В 2009 году Николай Радзивилл Чёрный запечатлен в скульптуре на памятнике Тысячелетия Бреста[2].
- 4 февраля 2015 года Национальный банк Республики Беларусь выпустил памятные монеты "Мікалай Радзівіл Чорны": серебряную 20 рублей и 1 рубль из медно-никелевого сплава.
- 4 февраля 2015 года Банк Литвы в честь 500-летия со дня рождения Николая Радзивилла Чёрного выпустил памятную серебряную монету 20 евро.